# Chebzaur
Chebzaur (Chebsaurus algeriensis) – zauropod z rodziny cetiozaurów (Cetiosauridae).
Żył w epoce środkowej jury (ok. 172 mln lat temu) na terenach północnej Afryki. Długość ciała ok. 8-9 m, wysokość ok. 3 m, masa ok. 4 t. Jego szczątki znaleziono w Algierii (w górach Atlas).
Opisany na podstawie skamieniałości młodego osobnika.